# Lubno (Frýdlant nad Ostravicí)
Lubno (německy Lubno) je vesnice, část města Frýdlant nad Ostravicí v okrese Frýdek-Místek. Nachází se asi 1,5 km na severovýchod od Frýdlantu nad Ostravicí. V roce 2009 zde bylo evidováno 383 adres. V roce 2001 zde trvale žilo 517 obyvatel.
Lubno je také název katastrálního území o rozloze 7,93 km2.

## Pamětihodnosti
Na bývalém evangelickém hřbitově se nachází pomník Mistra Jana Husa z roku 1921.

## Osobnosti
- Jan Charbula – pravoslavný novomučedník z období nacismu